# Peter Thonen
Peter Thonen (Belfeld, 2 maart 1951) is een voormalig Nederlands voetballer die tijdens zijn profloopbaan uitsluitend voor FC VVV uitkwam.

## Loopbaan
Thonen maakte in 1969 de overstap van tweedeklasser Belfeldia naar FC VVV. Daar debuteerde de 18-jarige rechtshalf op 7 september 1969 in het eerste elftal in een met 3-0 verloren uitwedstrijd bij Eindhoven. Na vier seizoenen nam hij in 1973 afscheid van het betaald voetbal. Thonen speelde nog een jaar bij eersteklasser SC Irene om vervolgens terug te keren bij Belfeldia. Bij die club zou hij later ook nog werkzaam zijn als hoofdtrainer.

## Profstatistieken
| Seizoen         | Club            | Competitie      | Competitie | Competitie | Beker | Beker | Playoff | Playoff | Totaal | Totaal |
| Seizoen         | Club            | Competitie      | Wed.       | Dlp.       | Wed.  | Dlp.  | Wed.    | Dlp.    | Wed.   | Dlp.   |
| --------------- | --------------- | --------------- | ---------- | ---------- | ----- | ----- | ------- | ------- | ------ | ------ |
| 1969/70         | FC VVV          | Tweede divisie  | 9          | 0          | 0     | 0     | —       | —       | 9      | 0      |
| 1970/71         | FC VVV          | Tweede divisie  | 2          | 1          | 0     | 0     | —       | —       | 2      | 1      |
| 1971/72         | FC VVV          | Eerste divisie  | 0          | 0          | 0     | 0     | —       | —       | 0      | 0      |
| 1972/73         | FC VVV          | Eerste divisie  | 0          | 0          | 0     | 0     | —       | —       | 0      | 0      |
| Carrière totaal | Carrière totaal | Carrière totaal | 11         | 1          | 0     | 0     | 0       | 0       | 11     | 1      |